# Гамальєр Родріґес
Гамальєр "Baby Bird" Родріґес боксер-професіонал з Пуерто-Рико.

## Кар'єра професіонала
Родрігес здобув WBO NABO в напівлегкій вазі, коли переміг Алісіо Кастанеда. Декілька разів зумів захистити титул, в тому числі один раз в бою проти Орландо Крус.

### Чемпіонський бій з Василем Ломаченком
Родріґес провів бій за титул чемпіона світу за версією WBO проти українця Василя Ломаченка. Ломаченко захистив титул відправивши Родріґеса в нокаут в 9 раунді. Цей бій був андеркартом мега файта Флойд Мейвезер - Менні Пакь’яо.

### Таблиця боїв
| 25 Перемоги (17 нокаутом, 8 за рішенням суддів), 4 Поразка (1 нокаутом, 3 за рішенням суддів), 3 Нічиїх |        |                  |         |                |        |        |       |                |                                                 | |
| Результат                                                                                               | Рекорд | Суперник         | П-П-Н   | Останні 6 боїв | Спосіб | Раунд  | Час   | Дата           | Місце проведення                                | Примітки |
| Поразка                                                                                                 | 25-3-3 | Джонатан Перес   | 33-13-0 |                | UD     | 8      |       | 11 грудня 2015 | Coliseo Roberto Clemente, Сан-Хуан, Пуерто-Рико | |
| Поразка                                                                                                 | 25-2-3 | Ломаченко Василь | 3-1-0   |                | KO     | 9 (12) | 16:00 | 2 травня 2015  | MGM Grand Garden Arena, Лас-Вегас, Невада       | Другий захист титулу чемпіона світу за версією WBO в напівлегкій вазі. Андеркарт поєдинку Менні Пак'яо — Флойд Мейвезер |